# گام برداشتن
گام برداشتن (به انگلیسی: Gait)، الگوی حرکت اندام در جانوران (و نیز در انسان)، هنگام حرکت روی یک بستر جامد است. بیشتر جانوران با الگوهای گوناگونی گام برمی‌دارند. این الگوها به سرعت، نوع سطح، نیاز به مانور، و بازدهی انرژی دارد. گونه‌های مختلف جانوران ممکن است به شیوه‌های متفاوتی گام بردارند که می‌تواند یا به خاطر تفاوت در شکل بدن آنها باشد که اجازه برخی حرکت‌ها را به آنها نمی‌دهد یا به خاطر فرگشت آنها در نتیجه زندگی درشرایط زیستگاهی متفاوت باشد. با اینکه به گونه‌های مختلف گام برداشتن، نام جداگانه‌ای داده شده است اما پیچیدگی سامانه‌های زیستی و تعامل آنها با محیط، این تمایزها را در بهترین حالت، «پیچیده» می‌کند. گام برداشتن، معمولاً بر پایه الگوی به زمین گذاشتن پا دسته‌بندی می‌شود. اما پژوهش‌های تازه، بر پایه مکانیک گام برداشتن انجام می‌شوند. اصلاح «گام برداشتن» معمولاً به معنی پیش‌رانش اندام از طریق واسطه‌های سیال‌هایی چون آب یا هوا نیست بلکه به معنی پیش‌رانش بر روی یک بستر جامد از طریق ایجاد نیروهای واکنشی، روی آن سطح است (که می‌تواند برای پیاده‌روی زیر آب یا روی زمین به کار رود).
به خاطر سرعت حرکت جانوران، مشاهده ساده مستقیم (بدون ابزار)، برای بررسی دقیق الگوی گام برداشتن، بسیار دشوار است. نخستین تلاش‌ها برای دسته‌بندی گام برداشتن بر پایه ردپا یا صدای پا انجام می‌شد. ولی پس از تلاش‌های ادوارد مایبریج و اتین-ژول ماره برای استفاده از عکس‌برداری سریع بود که امکان برای بررسی علمی شیوه گام برداشتن، ممکن شد.

## دید کلی
میلتون هیلدبرند پیشگام تحلیل علمی و دسته‌بندی گام برداشتن در دوران امروزی بود. حرکت هر یک از اندام‌ها به فازهای وضعیتی (به انگلیسی: Stance Phase)، تفکیک می‌شد. این فازها به ۱) تماس پا با زمین ۲) نوسان پا ۳) بلند کردن پا از زمین، و ۴) حرکت به سوی جلو بودند. هر اندام باید یک چرخه را در یک بازه زمانی مشابه، کامل می‌کرد. وگرنه ارتباط هر اندام با دیگر اندام‌ها با گذر زمان می‌توانست تغییر کند و پدیدآوردن یک الگوی پایدار، ممکن نبود؛ بنابراین گام برداشتن را می‌توان به‌طور کامل به صورت آغاز و پایان فاز وضعیتی سه اندام در ارتباط با چرخه یک اندام مرجع، تعریف کرد که معمولاً اندام پشتی سمت چپ است.

## متغیرها
شیوه‌های گام برداشتن در کل بر پایه حرکت اندام به دو صورت متقارن و نامتقارن دسته‌بندی می‌شود. توجه شود که این اصطلاح‌ها هیچ ربطی به تقارن چپ و راست ندارند. در گام برداشتن متقارن، اندام‌های چپ و راست، جایگزین یکدیگر می‌شوند، درحالی‌که در گام برداشتن نامتقارن، اندام‌های چپ و راست هم‌زمان با یکدیگر حرکت می‌کنند. به خاطر وجود «فاز روی هوا» [یعنی در هنگام جهش، همه بدن روی هوا است و هیچ نقطه‌ای از بدن با زمین تماس ندارد]، گامم برداشتن نامتقارن، گاهی «قدم برداشتن جهشی» نیز نامیده می‌شود.
متغیرهای اصلی گام برداشتن ۱) فاکتور وظیفه و ۲) رابطه فاز اندام جلویی و پشتی است. فاکتور وظیفه، خیلی ساده، به معنی درصدی از کل چرخه است که یک اندام مشخص، بر روی زمین قرار دارد. این مقدار، معمولاً برای اندام جلویی و پشتی، برابر است. مگر اینکه جانور برای قدم برداشتن ویژه‌ای آموزش دیده باشد یا سرعت خود را کم و زیاد کند. فاکتور وظیفه بالای ۵۰٪ «پیاده‌روی» و فاکتور وظیفه زیر ۵۰٪ «دویدن» انگاشته می‌شود. فاز اندام جلویی و پشتی، رابطه موقتی بین جفت اندام‌ها است. اگر اندام‌های جلویی و پشتی یک طرف بدن، فاز وضعیتی خود را همزمان آغاز کنند، فاز اندام جلویی و پشتی، ۰٪ یا ۱۰۰٪ است. اگر اندام جلویی یک طرف بدن، در نیمی از چرخه با زمین تماس داشته باشد و اندام پشتی همان طرف بدن در نیمی دیگر از چرخه با زمین تماس داشته باشد فاز اندام جلویی و پشتی، ۵۰٪ است.

## نگارخانه

بیزون در حال چهارنعل رفتن
- گام برداشتن پیوسته مورچه صحرایی
راه رفتن فیل (گام برداشتن متقارن)
- همستر در حال گام برداشتن روی تردمیل شفاف
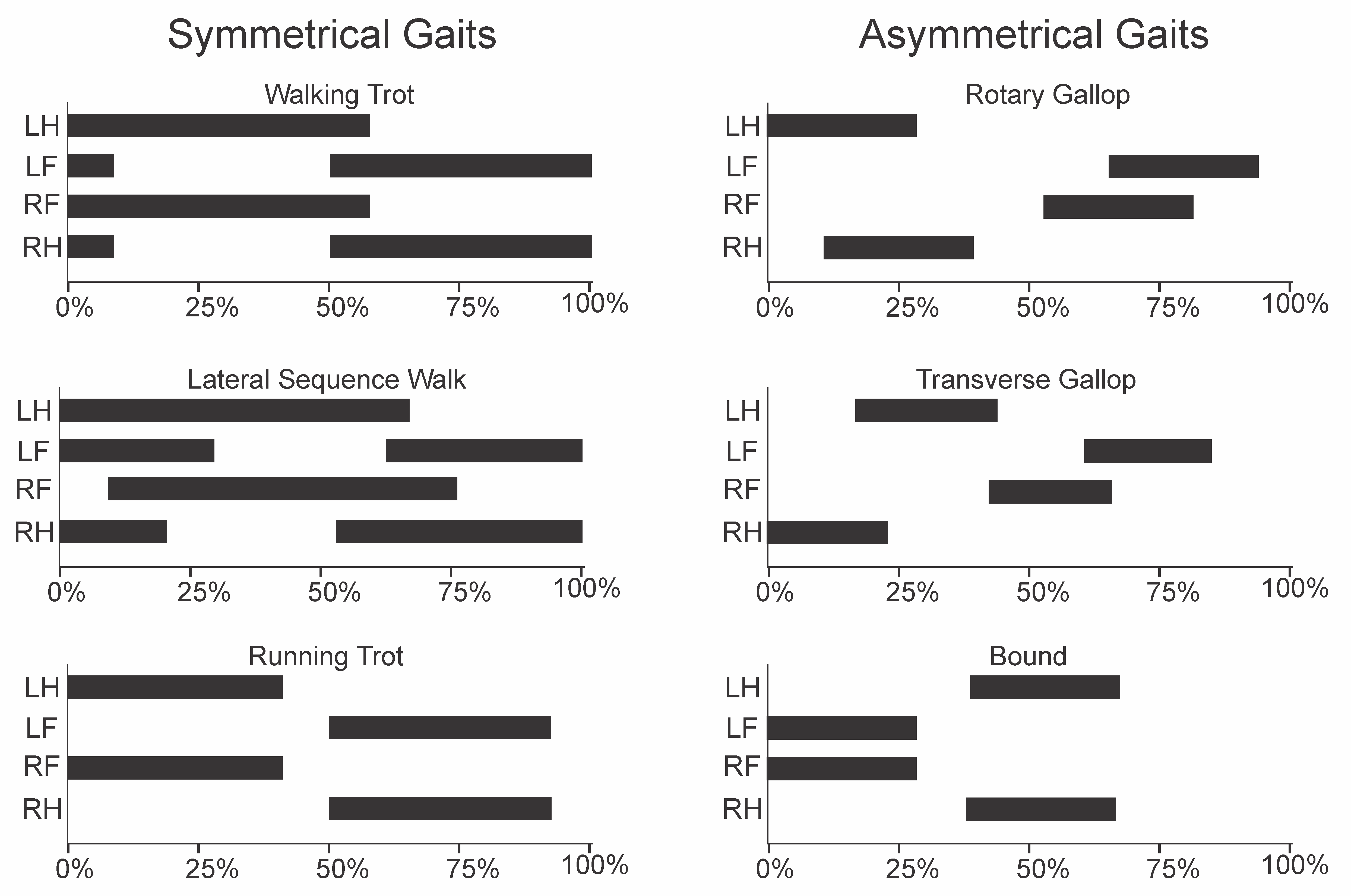
نمودار گام برداشتن، همانند پژوهش‌های میلتون هیلدبرند. خط‌های سیاه نشان‌دهنده زمان تماس اندام با زمین و شماره‌های پایینی، بیانگر درصد چرخه هستند.
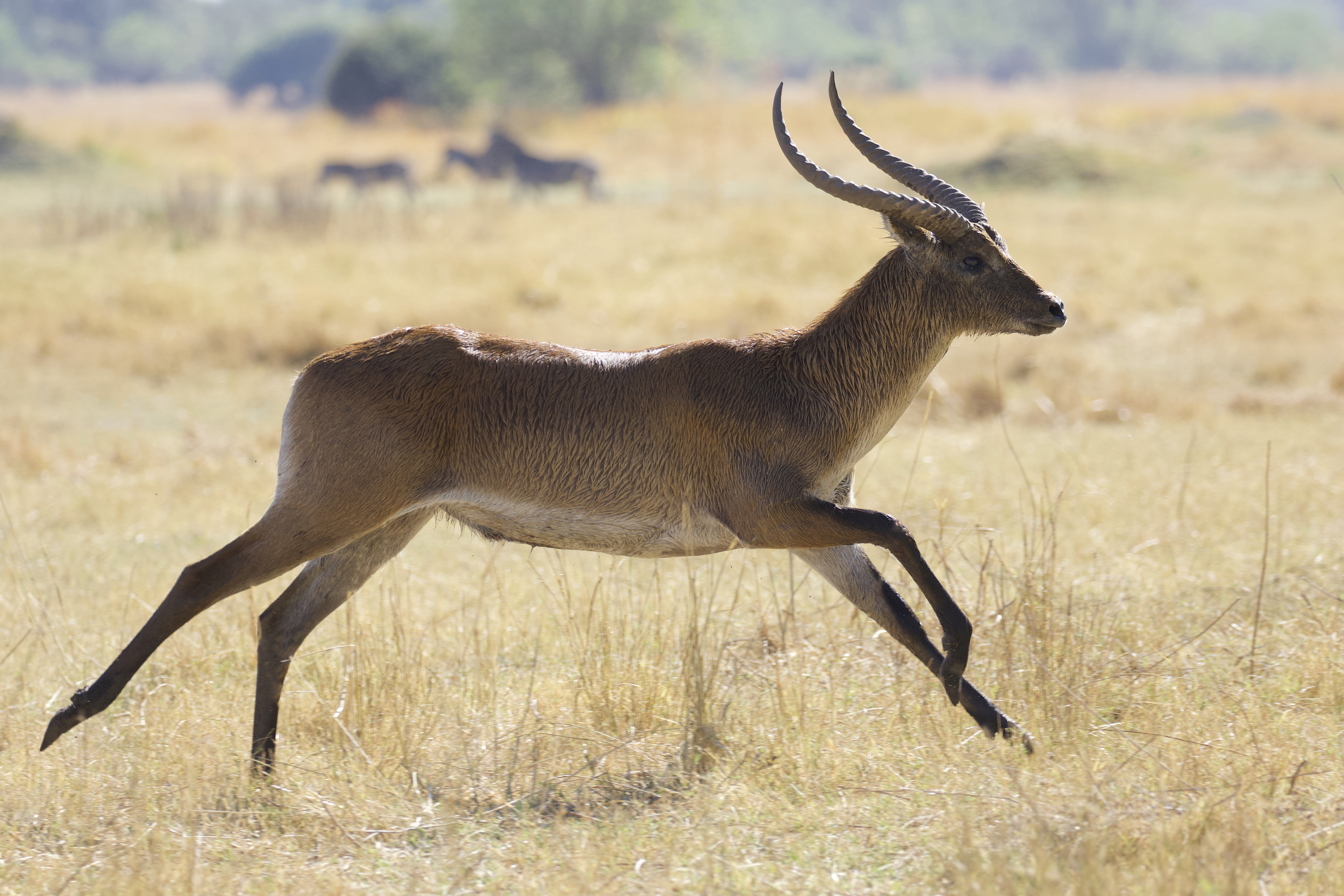
پریدن کل سرخ (گام برداشتن نامتقارن)